# 上海公交925路
上海公交925路，线路配车空调化前原名ZX505路，曾是由上海市中心通往虹桥机场的专线公交线路之一。自2017年2月1日开始，该线路已经处于“线路暂停运营”状态，意味着该线路事实上已经被撤销。
此条目将一并介绍尚在运营的上海公交1207路（上海动物园（虹井路）–虹桥机场1号航站楼），因该线路由缩线后的原925路衍生而来。

## 线路开行
线路开行之初为上海虹桥汽车客运服务公司运营，线路编号为ZX（专线）505路，首末站点为人民广场和虹桥机场（现一号航站楼），核定配车14辆。截至1997年，该线路配车已经空调化，更改线路号码为925路，并开行前往航华新村的B线。
据《青年报》，在20世纪80年代和90年代，该线路的主线——925路，曾为上海市中心居民前往虹桥机场的主要途径之一。

## 开行线路
该线路曾分为A线和B线。A线通往虹桥机场，为地面线路；B线通往航华新村，为大站车。在1999年延安高架西段、中段建成后，改为行走延安高架路，但在2011年以后使用地面道路。

## 走向和停靠站点

### A线走向
- 缩线前：上行自人民广场武胜路开始，经黄陂北路、延安东路、延安中路、延安西路、虹桥路、迎宾一路到虹桥机场；下行自虹桥机场开始，经过迎宾一路、虹桥路、沪青平公路、延安西路、虹井路、虹桥路、延安西路、延安中路、延安东路（在西藏路口掉头）、武胜路到人民广场。
- 缩线后：上行自上海动物园（虹井路）开始，经虹井路、虹桥路、迎宾一路至虹桥机场一号航站楼；下行自虹桥机场一号航站楼开始，经过迎宾七路、沪青平公路、延安西路，虹井路至上海动物园[5]。
- 1207路：上行自上海动物园（虹井路）开始，经虹井路、虹桥路、迎宾一路到虹桥机场一号航站楼；下行自虹桥机场一号航站楼开始，经过空港一路、迎宾三路、沪青平公路、延安西路，虹井路至上海动物园。

### B线走向
- 改道前：上行自人民广场武胜路开始，经黄陂北路、延安东路、延安中路、延安高架路、延安西路、虹桥路、虹许路、延安高架路、沪青平公路、航东路、航北路、航新路到航华新村终点站；下行自航华新村开始，经过航新路、航北路、航东路、沪青平公路、延安高架路、虹许路、虹桥路、延安西路、延安高架路、延安中路、延安东路（在西藏路口掉头）、武胜路到人民广场。
- 改道后：上行自人民广场武胜路开始，经黄陂北路、延安东路、延安中路、延安西路、虹桥路、沪青平公路、航东路、航北路、航新路到航华新村终点站；下行自航华新村开始，经过航新路、航北路、航东路、沪青平公路、延安西路、虹井路、虹桥路、延安西路、延安中路、延安东路（在西藏路口掉头）、武胜路到人民广场[6]。

### 停靠站点
| 2011年5月17日及以前 | 2011年5月17日及以前 | 2011年5月17日及以前 | 2011年5月17日及以前 | 2011年5月18日~2017年1月31日           | 2011年5月18日~2017年1月31日           |
| 925路               | 925路               | 925路B线            | 925路B线            | 925路B线 （2012年8月12日起更名925路） | 925路B线 （2012年8月12日起更名925路） |
| 上行站点            | 下行站点            | 上行站点            | 下行站点            | 上行站点                              | 下行站点                              |
| 人民广场            | 虹桥机场            | 人民广场            | 航华新村            | 人民广场（武胜路）                    | 航华新村                              |
| 重庆北路            | 机场新村            | 重庆北路            | 航华二村            | 延安中路重庆北路                      | 航华二村                              |
| 石门一路            | 上海动物园          | 石门一路            | 航中路              | 延安中路石门一路                      | 航北路航中路                          |
| 陕西北路            | 程家桥              | （高架）            | 航华一村            | 延安中路陕西北路                      | 航华一村                              |
| 华山路              | 虹梅路              | 华山路              | 航华路              | 延安西路华山路                        | 航东路航华路                          |
| 镇宁路              | 虹许路              | 镇宁路              | 沪青平公路          | 延安西路镇宁路                        | 延安西路沪青平公路                    |
| 江苏路              | 水城路              | （高架）            | （高架）            | 延安西路江苏路                        | 上海动物园                            |
| 定西路              | 虹桥开发区          | （高架）            | 虹许路              | 延安西路定西路                        | 程家桥                                |
| 凯旋路              | 中山西路            | 凯旋路              | 水城路              | 延安西路凯旋路                        | 虹梅路                                |
| 中山西路            | 凯旋路              | 中山西路            | 虹桥开发区          | 延安西路中山西路                      | 虹桥路虹许路                          |
| 虹桥开发区          | 番禺路              | 虹桥开发区          | 中山西路            | 虹桥开发区                            | 虹桥路水城路                          |
| 水城路              | 江苏路              | 水城路              | 凯旋路              | 虹桥路水城路                          | 虹桥开发区                            |
| 虹许路              | 镇宁路              | 虹许路              | 番禺路              | 虹桥路虹许路                          | 延安西路中山西路                      |
| 虹梅路              | 华山路              | （高架）            | 江苏路              | 虹桥路虹梅路                          | 延安西路凯旋路                        |
| 程家桥              | 陕西北路            | 延安西路            | 镇宁路              | 程家桥                                | 延安西路番禺路                        |
| 上海动物园          | 石门一路            | 航东路航华路        | 华山路              | 上海动物园                            | 延安西路江苏路                        |
| 机场广场            | 重庆北路            | 航华一村            | （高架）            | 沪青平公路延安西路                    | 延安西路镇宁路                        |
| 虹桥机场            | 人民广场            | 航中路              | 石门一路            | 航东路航华路                          | 延安西路华山路                        |
|                     |                     | 航华二村            | 重庆北路            | 航华一村                              | 延安中路陕西北路                      |
|                     |                     | 航华新村            | 人民广场            | 航北路航中路                          | 延安中路石门一路                      |
|                     |                     |                     |                     | 航华二村                              | 延安中路重庆北路                      |
|                     |                     |                     |                     | 航华新村                              | 人民广场（武胜路）                    |

## 线路撤销

### 主线撤销
2011年2月11日，上海市城市交通和港口管理局公布了当年的第一批公交新辟及调整线路计划之市民意见征询稿，拟调整38条线路。因上海轨道交通10号线开通，925路主线客流减少，更由于该线路和延安路上例如71路、127路、936路等线路重复，故在调整计划中提出了针对925路的撤线案，拟将925路撤销，据东方早报报导，该计划遭到了乘客质疑。。
2011年5月7日起，925路停止营运；925路B线调整后替代原先的925路地面走向。与此同时，巴士四汽开通了虹桥机场（一号航站楼）到上海动物园的接驳车925路，后于同年6月9日被1207路替代。
2012年8月12日头班车起，925路B线更名为925路。

### 全线停运
2016年11月2日，上海市交通委员会发布《延安路中运量系统公交线路优化调整计划》，征求市民意见。根据该方案，由于和中运量线路重合度高，925路将在中运量71路开通前被撤销。2017年2月1日，925路就此谢幕。

## 车队荣誉
该线路车队曾获中华全国总工会“全国工人先锋号”称号、上海市人民政府“上海市文明单位”称号、上海市城市交通运营管理处“上海公交品牌线路（二星级）”等称号。